# NGC 6272
NGC 6272 في الفهرس العام الجديد، هي مجرة، تقع في كوكبة الجاثي. اكتشفت في 28 يونيو 1864 بواسطة ألبرت مارث.

## روابط خارجية
- NGC 6272 على موقع ويكي سكاي: DSS2, SDSS, GALEX, IRAS, Hydrogen α, X-Ray, Astrophoto, Sky Map, Articles and images